# 設計日常
《設計日常》（英語：Everyday Design）是香港電台電視綜合節目部製作的文化藝術節目，以專題形式介紹不同範疇的香港設計。
節目現分兩輯：第一季（共八集）由2017年9月24日起逢星期日晚上22:00-22:30於港台電視31、逢星期三晚上18:00-18:30於無綫電視翡翠台播映；第二季（共十集）由2019年6月16日起逢星期日晚上21:00-21:30於港台電視31播映。

## 節目簡介

### 設計日常
日本設計師原研哉：「設計是一種教養。」
設計品不是「商品」或「潮物」，不應該讓人感到遙不可及，而設計師也不是一種特殊行業。設計應該是一種教養，如公德心和禮貌般可讓人侃侃而談，並存在於我們的日常生活中，無聲無息地在每一個人的身上起作用。
現代人習慣了大企業統一標準的全球化消費模式，地區性中小型產品的生存空間漸少，使地區性的獨有工藝和文化式微。那在香港，又是否有屬於我們的優良設計呢？
《設計日常》將會以不同的題材發掘城市每個角落的設計品，探索香港好設計。

### 設計日常2
日本工藝設計大師柳宗理：「設計的最高目的，就是為了人類的用途。」 
一個好的生活設計，除了要考慮功能與美學，設計者更要關注人類生活方式與城市生活體驗。當中以人為本的同理心更是設計思維不可或缺的部分。 
《設計日常2》透過十個不同的生活主題，一探來自不同行業的設計師、建築師、製造者、研究員、教育者、專業人士甚至使用者，如何以自家的設計思維，關顧用家的需要，充滿創意地實踐出獨一無二的生活智慧。

## 每集內容

### 第一季（2017）
| 集數 | 播映日期 | 主題           | 編導   | 嘉賓 |
| ---- | -------- | -------------- | ------ | --- |
| 01   | 9月24日  | 原創家居       | 周頌添 | 羅一鳴（燈具設計師） 黃錦麟（家具設計師） 曾首彥（香薰蠟燭設計師） 林振華、盧曼子（家具設計師）                                                                            |
| 02   | 10月1日  | 字在設計       | 卓健欽 | 陳濬人（字體設計師） 許瀚文（字體設計師） 柯熾堅（字體設計師） |
| 03   | 10月8日  | 歷久裳新       | 倫貝琪 | 吳志明（織造廠東主） 何善恒（服裝設計師） 高子康（服裝設計師） 蘇增強（皮革設計師） 鍾韻菲、周淑媛（服裝設計師）                                                           |
| 04   | 10月15日 | 摻你玩設計     | 鄧俊歐 | 陳啟恩（環境及室內設計師）、阮文韜（建築師） Rico Chan（圖像設計師） 馬潔怡（建築師）、Mark Kingsley（建築設計總監）                                                       |
| 05   | 10月22日 | 超日常雜貨     | 劉應強 | Michale Leung（產品設計師）、Rony Chan（產品設計師） Nicol Boyd（產品設計師） 呂明（蒸籠工匠） 吳志聰（設計素人／環保人士）、楊夏靖（設計素人／環保人士）                  |
| 06   | 10月29日 | 建築與城市空間 | 鄭秀慧 | 許日銓（演藝學院人文學科系主任） 何尚衡（城市研究者） 衛以文（理大多媒體及遊戲科技設計系） Melissa Cate Christ（理大設計系助理教授） Michael Wolf（攝影師） 李炳康（裁縫） |
| 07   | 11月5日  | 設計人在野     | 李麗珊 | 梁家寶（炭燒爐具設計素人） 陳曉鐘（山野裝備設計師） 于國鴻（產品設計師）                                                                                                   |
| 08   | 11月12日 | 大南街的日與夜 | 謝家豪 | 林欣傑（新媒體藝術家） 王天仁（藝術家） 陳韻淇（設計師） 梅詩華（建築師）                                                                                                  |

### 第二季（2019）
| 集數 | 播映日期 | 主題     | 編導   | 嘉賓 |
| ---- | -------- | -------- | ------ | --- |
| 01   | 6月16日  | 睡眠設計 | 謝家豪 | 吳文正（本土文化研究者、攝影師） 陳啟恩（環境及室內設計師） 黃志誠（訂製家具公司主理人） Jun Rivers（睡眠艙設計師） |
| 02   | 6月23日  | 遊樂設計 | 周頌添 | 梁廣福（攝影師） 樊樂怡（藝術工作者） 余啟賢（薯仔爸爸）（創意遊樂活動負責人） 柳凱瑩（註冊園境師） 麥朗（設計師）、葉希芃（設計師）、陳韻淇（設計師）、葉旻諾（設計師） 洪錦輝（設計師）、曾首彥（設計師）、黎偉傑（設計師） 王建明（建築師） |
| 03   | 6月30日  | 分享設計 | 陳梓桓 | 謝錦榮（建築師） 周希旋（文化保育及社區參與團隊主任） 陳少華（產品設計師）、李朗賢（產品設計師） 陳凱欣（智能水機推廣經理） |
| 04   | 7月7日   | 應變設計 | 李業華 | 程展緯（城市觀察者） 雷汝立（麵檔老闆） 李鉅鴻（前手推車製造商） 陳賓娜（民間自造者社區研究員） 吳伯風（民間自造者設計師）、陳培基（產品原型製造師）                                                                                           |
| 05   | 7月14日  | 關顧設計 | 未放映 | 未放映 |
| 06   | 7月21日  | 手造設計 | 未放映 | 未放映 |
| 07   | 7月28日  | 單車設計 | 未放映 | 未放映 |
| 08   | 8月4日   | 整理設計 | 鄧心怡 | 劉建熙（平面設計師）、趙紫瑩（平面設計師） 梁以立（建築師） 張西美（時裝資料館顧問）、何浩德（時裝資料館主任） 黎婉珊（小學校長）、葉晉亨（建築師）                                                                                            |
| 09   | 8月11日  | 告別設計 | 未放映 | 未放映 |
| 10   | 8月18日  | 一人設計 | 未放映 | 未放映 |

## 外部連結
- Facebook專頁 - 設計日常 （页面存档备份，存于）
- 香港電台節目網頁 - 設計日常 （页面存档备份，存于）
- 香港電台節目網頁 - 設計日常2 （页面存档备份，存于）
- RTHK Podcast：設計日常 （页面存档备份，存于）
- RTHK Podcast：設計日常2 （页面存档备份，存于）